# Wolffiella repanda
Wolffiella repanda är en kallaväxtart som först beskrevs av Christoph Friedrich Hegelmaier, och fick sitt nu gällande namn av Théodore Monod. Wolffiella repanda ingår i släktet Wolffiella och familjen kallaväxter. IUCN kategoriserar arten globalt som otillräckligt studerad. Inga underarter finns listade.